# Паносян, Акоп
Акоп Паносян  (англ. Hagop Panossian, арм. Հակոբ Փանոսյան; 8 июня 1946, Анджар, Ливан) — американский инженер, филантроп, доктор философии в области инженерии, технический сотрудник Pratt & Whitney Rocketdyne, специализирующийся на системах управления, конструкциях и подавлении вибрации, а также на управлении работоспособностью и диагностике систем двигателей. Он имеет более чем 30-летний опыт в управлении и моделировании ракетных двигателей, обнаружении отказов, стохастических системах, гашении вибрации и оптимальном и адаптивном управлении.
Является изобретателем «Non-Obstructive Particle Damping» (NOPD), новой пассивной технологии гашения колебаний. Разработал систему управления для SRS 2200 двигателя Aerospike, самого передового ракетного двигателя, когда-либо построенного и испытанного. Работал над главным двигателем космического челнока, Национальным аэрокосмическим самолётом, Международной космической станцией и в других программах NASA и ВВС США.
Является обладателем престижной награды «Инженер года», а также президентских наград от Rocketdyne. Он также получил награду «Выдающийся инженер» от Института развития инженерии (IAE).
Член IAE, ассоциированный член Американского института аэронавтики и астронавтики, старший член Института инженеров электротехники и электроники. Иностранный член НАН РА.

## Биография
Родился 8 июня 1946 года в Анджаре, Ливан. Его отец Онник Паносян и мать Сатеник Паносян родом из Мусалера.
Окончил Армянскую евангелическую школу в Анджаре, получил степень бакалавра по математике в Американском университете в Бейруте, степень магистра по прикладной математике в Университете Южной Каролины, Колумбия, и степень доктора философии в Калифорнийском университете в Лос-Анджелесе по специальности «Инженерия систем управления». Он преподавал математику и естественные науки в течение 5 лет в колледже C. Gulbenkian в Анджаре.
Паносян опубликовал более 75 статей,  является соавтором двух книг.
По словам Паносяна, армяне также вносят значительный вклад в сферу американской авиации и ракетостроения, однако их фамилии по объективным причинам малоизвестны.
Проблема в том, что эта сфера в США в основном принадлежит частным компаниям, а они не публикуют эти имена. Но я сам знаю многих, у кого армянские фамилии, например, Товмасян, Матевосян...их много

### Общественная деятельность
Паносян основал профессиональные и благотворительные организации в Лос-Анджелесе: Армянские инженеры и ученые Америки (1983) и Институт ARPA (1992).

## Семья
У него и его жены Ани есть двое сыновей Армен и Баруйр и дочь Лориг.